# 伊藤亘行
伊藤 亘行（いとう のぶゆき、1921年（大正10年）2月6日 - 2002年（平成14年）11月10日）は日本の声楽家（バリトン）、オペラ歌手、音楽教育者、作曲家。

## 生い立ち
三重県四日市市京町生まれ。伊藤家はタイル業、万古焼業を営み父が仕事中にヴァイオリンを弾くのを聞いて、叔母の家でオルガンを弾いたりして幼少年時代を過ごす。旧制富田中学校（現在の三重県立四日市高等学校）卒業。父や親戚を説得して東京音楽学校声楽科（現在の東京芸術大学）へ進学し、木下保や中山悌一に師事して1941年（昭和16年）に卒業。大東亜戦争中で音楽関係の仕事がないことから、郷里の東海地方に帰り現在の愛知県立旭丘高等学校や愛知県立明和高等学校の音楽担当の教師となり音楽を教えた。また、愛知県立昭和高等学校の校歌の作曲にも携わった。

## 歌手として
戦後の1947年（昭和22年）にさらに勉学をするために東京音楽学校研究科で、マルガレーテ・ネトケ=レーヴェやマンフレート・グルリットに師事した。
1950年（昭和25年）には第19回毎日音楽コンクール（現・日本音楽コンクール）声楽部門において第1位・特賞を受賞。1954年（昭和29年）に毎日新聞の音楽賞を受賞した。
1951年（昭和26年）1月、東宝交響樂團（現：東京交響楽団）ビゼー『カルメン』（指揮：マンフレート・グルリット、日比谷公会堂）モラレスを歌って音楽界にデビュー。2月にも藤原歌劇団『カルメン』（指揮：マンフレート・グルリット、歌舞伎座、東宝交響樂團）モラレスを務める。翌1952年（昭和27年）の二期会結成に参加し創設メンバーに名前を連ね、2月の第1回公演プッチーニ『ラ・ボエーム』マルチェロを演じる。以後、二期会を中心に活動し、戦後の昭和20年代 - 昭和30年代には声楽家として日本オペラ界の草分け的存在となった。オペラへの出演は1961年（昭和36年）まで続いた。
コンサートでは、1954年（昭和29年）のヘルベルト・フォン・カラヤン単独初来日公演で、カラヤン率いるNHK交響楽団の演奏会で『第九』のバリトン独唱を務め、東京宝塚劇場と名古屋市公会堂で演奏した。他にもマーラー『大地の歌』などに出演した。
リサイタルでも、1953年（昭和28年）5月9日 南山大学講堂にて「伊藤亘行独唱会」（ピアノ伴奏：小津恒子）を開催している。
音楽教育者として後進の育成に注力し、1956年（昭和31年）から東京藝術大学の非常勤講師、1963年（昭和38年）相愛女子大学（現：相愛大学）教授。1963年（昭和38年）から東京藝術大学の常勤講師となり、教授へと昇進して、山路芳久、黒崎錬太郎、多田羅迪夫、池田京子、野本立人、小原伸枝、小原浄二、水島恵美、日比啓子、堀野浩史、稲葉美和子、泉良平、竹内雅挙、稲垣俊也、青木智平、八尋史、太田直樹、大井手浩子、田中宏子、高島敦子、馬場浩子、髙須道夫、五郎部俊朗、大貫史朗、村澤健一、水野賢司、木川田誠、矢部太郎、内田隆幸、吉川誠二、藤永和望、佐々木まり子、浦野実成、山内廣文、橋本達、角野圭奈子、藤永和望（藤永和美）、太田直樹、羽渕浩樹、石塚隆充、石井三栄子、谷一三子、北村哲朗、荒井恵美、羽根功二、大塚由乙、水谷俊二、平木郁子、高橋さやか、國土潤一、永井秀司、藤井あや、野田廣志、中村暎子、稲葉祐三、加藤典子、市川和彦、前田千秋、中谷浩美、徳森理香、松本圭子、石井真由美、沼田真由美、沼田洋治、辻村倫子、西川裕子、初谷敬史、中村芳子、萩原潤ら多数の音楽家を育成した。後に東京藝術大学名誉教授。また、1988年（昭和63年）から1997年（平成9年）まで尚美学園短期大学の教授を歴任した。
生涯を通じて郷里の声楽指導にも尽力し多くの優秀な合唱指導者を生み出した。
2002年（平成14年）11月10日午前4時58分に、心不全のため東京都北区の自宅で死去した。81歳没。喪主は妻の伊藤節子。
二期会、日本声楽発声学会に所属。
2021年（令和3年）2月6日に四日市市文化会館において、四日市市文化協会による「伊藤亘行生誕100年記念音楽祭」が開催される予定である。

## オペラ出演歴
- 1951年（昭和26年）1月 - 東宝交響樂團 ビゼー『カルメン』モラレス[5]
- 1951年（昭和26年）2月 - 藤原歌劇団 ビゼー『カルメン』モラレス[7]
- 1952年（昭和27年）2月 - 二期會 プッチーニ『ラ・ボエーム』マルチェロ[9]（二期會旗揚げ公演）
- 1952年（昭和27年）5月 - ゲルハルト・ヒュッシュ來日記念藤原歌劇團特別公演 ワーグナー『タンホイザー』ビーテロルフ[79]
- 1952年（昭和27年）11月〜12月 - 文部省芸術祭 モーツァルト『フィガロの結婚』アルマヴィーヴァ伯爵で全国縦断[80][81][82]
- 1953年（昭和28年）6月 - 藤原義江オペラ運動20年記念公演 ヴェルディ『リゴレット』タイトル・ロール[83]
- 1953年（昭和28年）7月 - 二期會『フィガロの結婚』アルマヴィーヴァ伯爵[84]
- 1953年（昭和28年）10月〜11月 - 二期会 ヴェルディ『オテロ』イヤーゴ[85]
- 1953年（昭和28年）12月 - 二期会 ヴェルディ『椿姫』ジェルモン[86]
- 1954年（昭和29年）2月 - 二期會 ビゼー『カルメン』モラレス[87]
- 1954年（昭和29年）7月 - 二期会 ブリテン『ルクリーシアの凌辱』タークィニアス[88]
- 1954年（昭和29年）10月〜12月 - 二期会 モーツァルト『コジ・ファン・トゥッテ』グリエルモ[89][90]
- 1955年（昭和30年）2月 - 二期會 ビゼー『カルメン』エスカミーロ[91]
- 1955年（昭和30年）4月 - ITALIAN OPERA FESTIVAL ヴェルディ『アイーダ』アモナスロ[92]
- 1955年（昭和30年）9月 - NHK交響楽団 スメタナ『売られた花嫁』クルシィーナ[93]
- 1955年（昭和30年）10月 - ピア・タシナーリ フエルチオ・タリアビーニ来日記念公演 マスネ『ウェルテル』アルベエル[94]
- 1956年（昭和31年）3月〜4月 - 二期会 モーツァルト『フィガロの結婚』伯爵[95][96]
- 1956年（昭和31年）10月〜11月 - 文部省芸術祭 リヒャルト・シュトラウス『薔薇の騎士』（日本初演）ファーニナル[97]
- 1956年（昭和31年）11月〜12月 - 二期会 モーツァルト『フィガロの結婚』伯爵[98]
- 1957年（昭和32年）6月〜7月 - 二期会 モーツァルト『ドン・ジョヴァンニ』タイトル・ロール[99]
- 1960年（昭和35年）4月 - 大阪国際フェスティバル 山田耕筰『黒船』伊佐新次郎[100]
- 1960年（昭和35年）11月 - 第10回東京芸術祭 ワーグナー『ニュルンベルクのマイスタージンガー』（日本初演）ポーグナー[101]
- 1961年（昭和36年）5月 - 二期会＝京響 モーツァルト・シリーズ『ドン・ジョヴァンニ』タイトル・ロール[102]

## 受賞（受章）歴
- 1950年（昭和25年）第19回毎日音楽コンクール第1位・特賞『オテロ』[1]
- 1954年（昭和29年）毎日音楽賞[1]
- 1997年（平成9年）勲三等瑞宝章[1]

## 作曲作品
- 四日市市歌（作詞：佐佐木信綱）[103]1957年（昭和32年）の四日市市制60周年記念[104]
- 四日市市立富洲原小学校校歌[78]（伊藤信一作詞）
- 四日市市立川島小学校校歌[78]（武藤和男作詞）
- 四日市市立納屋小学校校歌[78]（川崎一郎作詞）
- 四日市市立西橋北小学校校歌[78]（若松正一作詞）
- 四日市市立羽津小学校校歌[78]
- 四日市市立富田小学校校歌[78]
- 四日市市立高花平小学校校歌[78]
- 四日市市立浜田小学校校歌[78]
- 四日市市立塩浜小学校校歌[78]
- 四日市市立富田中学校校歌[78]（武島羽衣作詞）[105]
- 四日市市立富洲原中学校校歌[78]（植村弘 詩）[106]
- 四日市市立保々中学校校歌[78]
- 四日市市立朝明中学校校歌[78]（山口誓子作詞）[107]
- 名古屋市立明治小学校校歌[78]（教職員作詞）
- 愛知県立昭和高等学校校歌（松尾敬次作詞）[108]

## 掲載記事
注記のないものは国立国会図書館デジタルコレクションによる。
- 音楽の友9(12)12月号（音楽之友社 1951-12-01） 樂團のホープと語る 伊藤京子 伊藤亘行 加藤るり子 窪田良作 松浦豊明 野村光一[110]
- 音楽芸術（音楽之友社 1952-11）愛情/伊藤亘行
- 音楽の友10(11)11月特大号（音楽之友社 1952-11-01） グラビア頁 巖本眞理、砂原美智子、クロイツアー、井上賴定、笹田和子、伊藤京子 辻久子、木下保、豐增昇、坂本陽子、松內和子、市崎来のり子 伊藤裕、內藤芳枝、伊藤武雄、伊藤亘行、園田高弘、永井進、田村宏、野辺地瓜九、石津憲一、関種子、原智恵子、鈴木聡、鈴木共、松浦豊明 交響楽団の紹介/小原敬司 丹野章
- 音楽の友11(1)新年號（音楽之友社 1953-01-01）上演まで/木下保 伊藤武雄 伊藤亘行
- 音楽の友11(8)八月号（音楽之友社 1953-08-01）オペラ歌手としての私の長短/川崎静子 柴田睦陸 伊藤亘行
- 音楽の友12(1)新年特大号（音楽之友社 1954-01-01）二期会と大いに語る/柴田睦陸 佐々木成子 川崎静子 伊藤亘行 河內正三 本誌記者
- 週刊読売 = The Yomiuri weekly 14(6)（読売新聞社 1955-02）明日のホープ/伊藤亘行 山田耕筰
- 音楽の友13(11)十一月号（音楽之友社 1955-11-01）声楽家 藤原義江/伊藤亘行 師を語る 木下保氏に師事して/秋元雅一朗 塚本智子 伊藤亘行 笹田和子 藤井典明
- 音楽の友15(7)七月号（音楽之友社 1957-07-01）この頃・思うこと/伊藤亘行
- 音楽の友26(11)（音楽之友社 1968-10）声楽 現代日本の声楽家102人 伊藤京子・伊藤武雄・伊藤亘行/岩井宏之 菅野浩和 辻井英世 中河原理 福原信夫 横溝亮一
- 音楽の友47(3)（音楽之友社 1989-03）山路芳久さんの思い出/伊藤亘行 三善清達 松本美和子 西明美